# Paradentalium disparile
Paradentalium disparile is een Scaphopodasoort uit de familie van de Dentaliidae. De wetenschappelijke naam van de soort is voor het eerst geldig gepubliceerd in 1853 door d'Orbigny.